# Bulgari (cég)
A Bulgari (egyéni írásmóddal: BVLGARI) egy 1884-ben alapított olasz luxuscikk gyártó, római székhelyű cég. Ékszerek, órák, parfümök, kozmetikumok, kiegészítők és bőr termékek tartoznak a fő profiljába, de hoteleket és éttermeket is működtet.

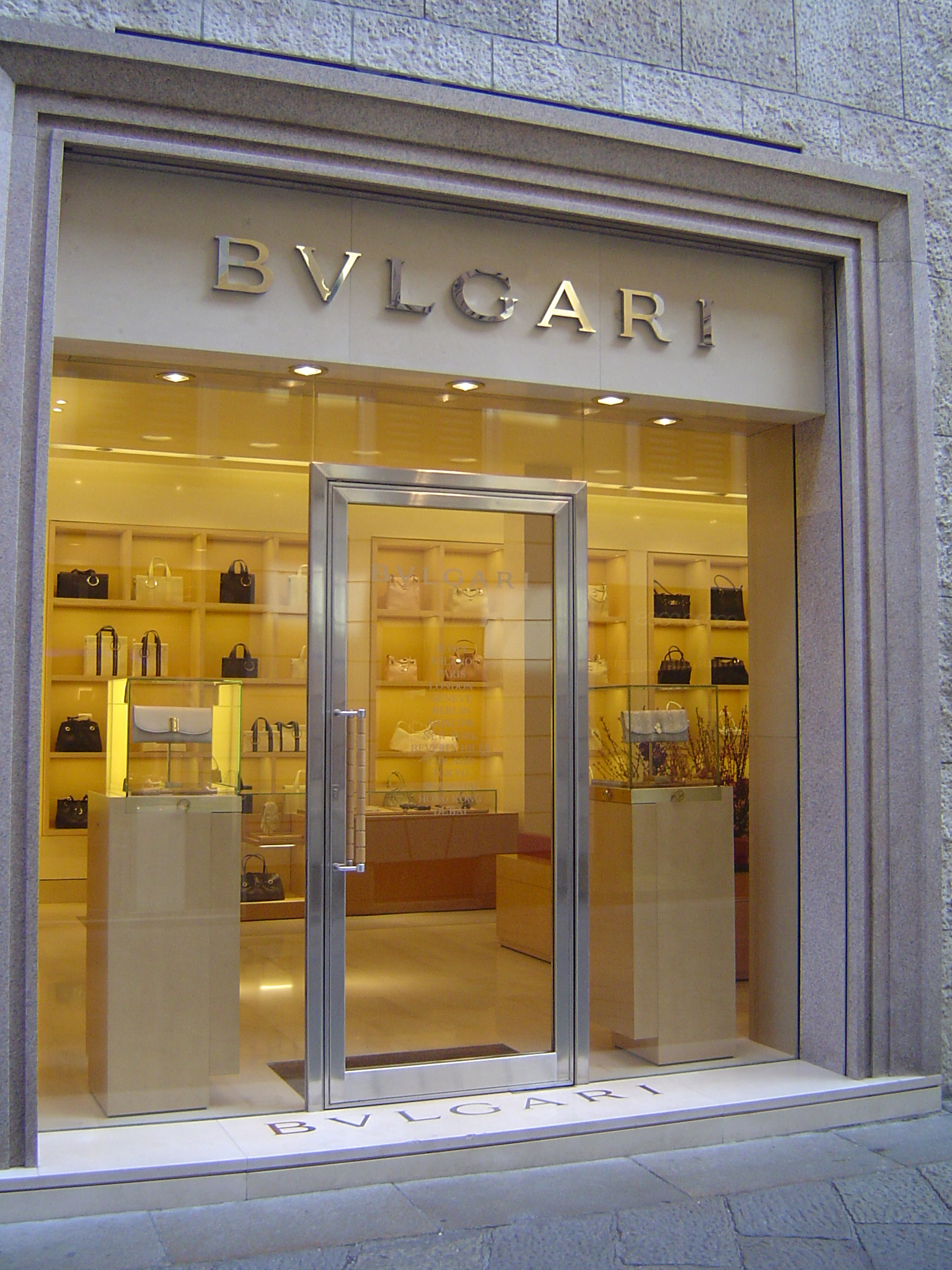
Bulgari üzlet portálja Milánóban

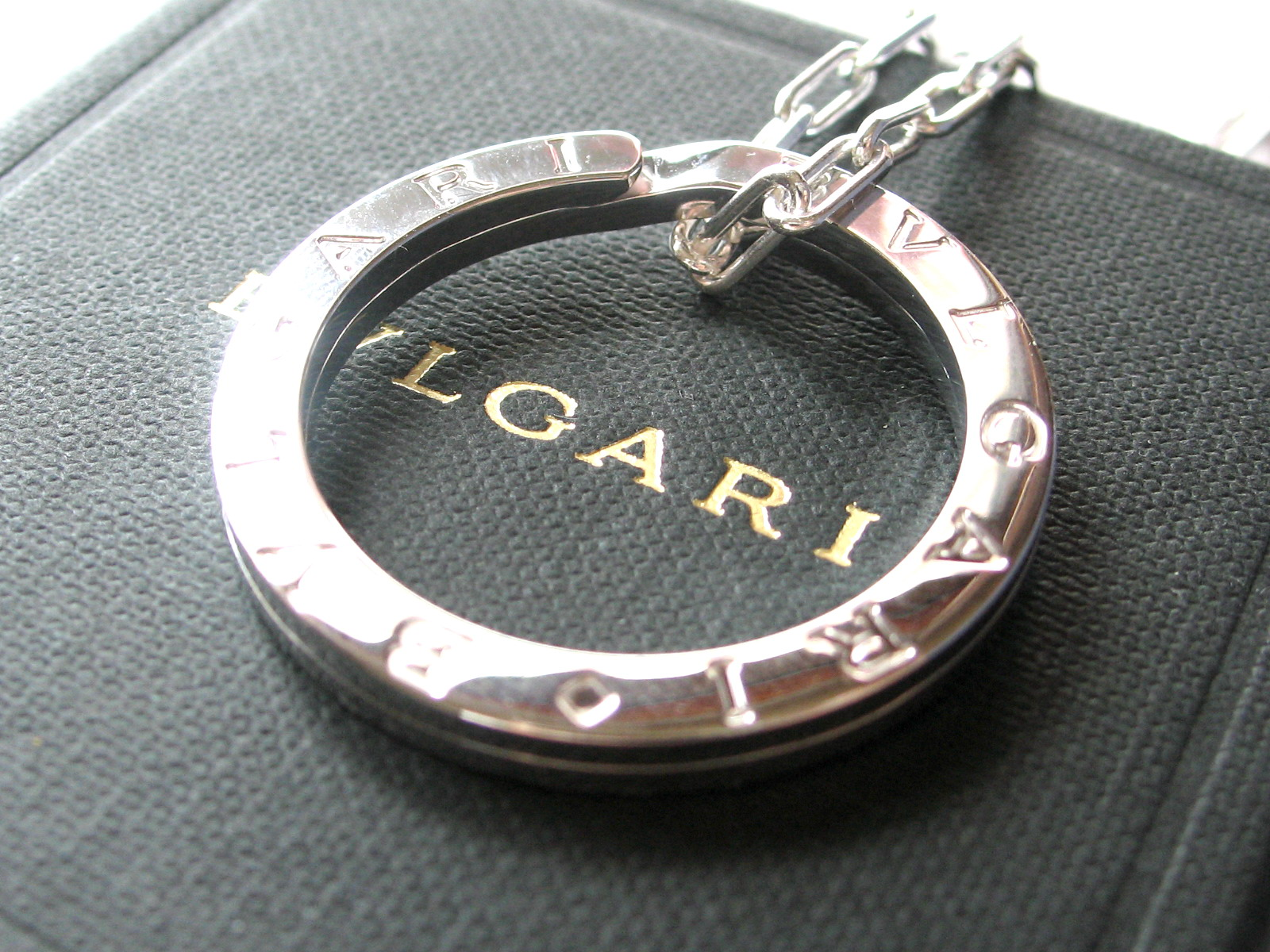
Bulgari nyaklánc

## A cég története
A céget Sotirios Voulgaris (*1857, †1932)(olasz: Sotirio Bulgari, görög: Σωτήριος Βούλγαρης), a görögországi Paramythia-ból származó ezüstműves alapította 1884-ben Rómában. A vállalat nevének írásmódja a latin nyelvű, kőbe vésett szövegekéhez hasonló. Azokban az "U" betűt "V"-vel helyettesítették. Sotirios Voulgaris első római üzletét 1884-ben nyitotta a via Sistina-n. A mai napig a cég zászlóshajójának számító, a Via dei Condotti-n álló, szalonját 1905-ben nyitotta meg a fiaival közösen. Apjuk 1932-ben bekövetkezett halála után a fiai, Giorgio (1890–1966) és Constantino (1889–1973) Bulgari, vették át a cég irányítását.
2011-ben az LVMH csoport (Moët Hennessy – Louis Vuitton S.A.) megvásárolta a vállalat Bulgari család kezében levő részvénycsomagját. A vásárlás részvénycserével történt. Így az LVMH csoport birtokolja a Bulgari cég részvényeinek 51,4%-át. Cserébe a Bulgari család az LVMH csoport részvényeinek 5,1%-át kapta.
| A tulajdonosok | A tulajdonosok   |
| -------------- | ---------------- |
| 51,4%          | LVMH             |
| 48,6%          | résztulajdonosok |

## Fordítás
Ez a szócikk részben vagy egészben  a   Bulgari című német Wikipédia-szócikk ezen változatának fordításán alapul.  Az eredeti cikk szerkesztőit annak laptörténete sorolja fel. Ez a jelzés csupán a megfogalmazás eredetét és a szerzői jogokat jelzi, nem szolgál a cikkben szereplő információk forrásmegjelöléseként.
Ez a szócikk részben vagy egészben  a   Bulgari című angol Wikipédia-szócikk ezen változatának fordításán alapul.  Az eredeti cikk szerkesztőit annak laptörténete sorolja fel. Ez a jelzés csupán a megfogalmazás eredetét és a szerzői jogokat jelzi, nem szolgál a cikkben szereplő információk forrásmegjelöléseként.